# Museus Castro Maya
Os Museus Castro Maya são dois museus brasileiros localizados na cidade do Rio de Janeiro – o Museu do Açude, no Alto da Boa Vista, junto à Floresta da Tijuca, e o Museu da Chácara do Céu, no bairro de Santa Teresa. São museus públicos federais, subordinados ao Instituto Brasileiro de Museus, e têm por objetivo preservar, pesquisar e divulgar a coleção de arte do empresário brasileiro Raymundo Ottoni de Castro Maya.
Os Museus Castro Maya são sucessores da Fundação Raymundo Ottoni de Castro Maya, organização privada sem fins lucrativos criada em 1963 por Castro Maya para perpetuar sua coleção e promover atividades culturais. Em 1983, ameaçada por uma séria crise financeira, a fundação foi extinta, e todos os seus bens foram incorporados ao patrimônio da União, visando assegurar a integridade da coleção.
Os Museus Castro Maya conservam um acervo amplo e diversificado, composto por mais de 22.000 peças, a maior parte adquirida por Castro Maya entre as décadas de 1920 e 1960, e outras herdadas de seu pai, amealhadas desde o fim do século XIX. O acervo contempla amplos conjuntos de arte brasileira e brasiliana, do século XVI em diante (destacando-se as maiores coleções públicas de obras de Jean-Baptiste Debret e Cândido Portinari), arte européia dos séculos XIX e XX (incluindo um vasto núcleo de azulejaria e louça do Porto), artes aplicadas e arte oriental, além da biblioteca. Os museus mantêm agendas fixas de atividades culturais e educativas e contam com a participação da sociedade civil por meio de uma associação de amigos.

## Formação do acervo

### Castro Maya, o pai
A coleção hoje conservada pelos Museus Castro Maya tem início muito antes da instituição legal da fundação responsável por administrá-los em 1963. Sua origem remonta ao fim do século XIX, quando foi iniciada pelo engenheiro e diplomata maranhense Raymundo de Castro Maya, pai do quase homônimo Raymundo Ottoni de Castro Maya. Homem de grande cultura, integrante da corte do Segundo Reinado, Castro Maya fora convidado pessoalmente por D. Pedro II para ser preceptor de seus netos. Era casado com Theodósia Ottoni de Castro Maya, herdeira da tradicional família mineira dos Ottoni e filha de Christiano Benedicto Ottoni, primeiro diretor da Estrada de Ferro D. Pedro II, em cujo projeto Castro Maya havia trabalhado.

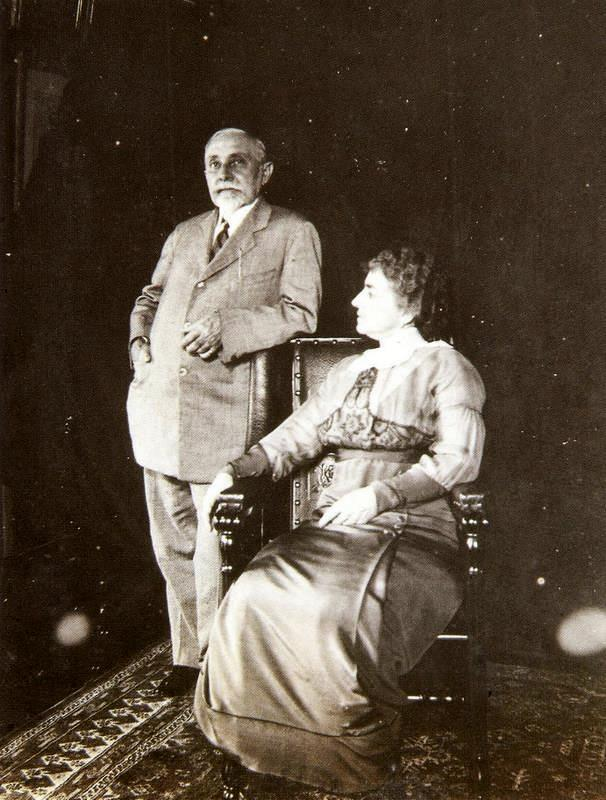
Raymundo de Castro Maya e sua esposa, Theodósia Ottoni de Castro Maya.

Após a queda da monarquia e o subsequente banimento da Família Imperial do território brasileiro, o governo republicano provisório decidiu livrar-se dos bens dos Orléans e Bragança e de qualquer objeto que lembrasse o regime deposto ou a figura do imperador. Com este intento, organizou o "leilão do Paço de São Cristóvão", pondo a venda objetos históricos, obras de arte, artefatos arqueológicos, mobiliário e antiguidades que pertenciam à família. Foi por ocasião do "leilão do Paço" que Castro Maya iniciou sua coleção, adquirindo um grande número de lotes (quase todos doados por seu filho ao Museu Imperial, décadas mais tarde). Após as aquisições, seguindo os passos da Família Imperial, os Castro Maya deixaram o Brasil, estabelecendo-se em Paris.
Na capital francesa, Castro Maya deu continuidade à coleção, formando o núcleo do que viria a ser os Museus Castro Maya. Em 1892, adquiriu em leilão no Hôtel Drouot telas de Gustave Courbet, Théodore Rousseau, Hippolyte Bellangé e, nomeadamente, Vista da baía do Rio de Janeiro tomada das montanhas da Tijuca, de Nicolas-Antoine Taunay, outrora pertencente à coleção do dramaturgo Étienne Arago. Colecionou gravuras, na condição de membro-fundador da Société des Amis de l'Eau-Forte. Devotou-se igualmente à bibliofilia, adquirindo raros volumes de brasiliana e tornando-se membro da Société des Cents Bibliophiles. Também dedicou-se a formar um notável núcleo de numismática, adquirindo moedas da antiguidade grega, romana e bizantina (este núcleo do acervo foi leiloado por seu filho em 1957, após encomendar moldagens em gesso das peças).
Em 1894, Castro Maya assumiu o cargo honorífico de Vice-Cônsul brasileiro em Paris, mas ficou pouco tempo na função, retornando com a família para o Brasil em 1899. O patriarca, entretanto, continuaria empreendendo viagens constantes à Europa até a década de 1920. Aproveitava essas ocasiões para ampliar sua coleção, trazendo para o Rio de Janeiro telas de Rosa Bonheur, Antoine Vollon e Félix Ziem, entre outros, bem como peças orientais, objetos artísticos para fins decorativos, como tapetes persas, mobiliário de luxo, elementos arquitetônicos coloniais, prataria e ourivesaria, estatuetas em bronze etc. Aproveitava também as oportunidades que apareciam no mercado interno, tendo adquirido nos leilões de J. Dias dos Santos no Rio de Janeiro, por exemplo, uma segunda pintura de Taunay (Festa napolitana) e uma paisagem de Constant Troyon. Foi também o primeiro Castro Maya o responsável por adquirir as propriedades onde, futuramente, seriam instalados os museus que hoje levam o nome da família. Em 1898, comprou a Chácara do Céu e, em 1913, o Sítio do Açude. A residência principal da família, entretanto, continuava a ser o palacete da Rua Guanabara (atualmente, Rua Pinheiro Machado), no bairro de Laranjeiras.

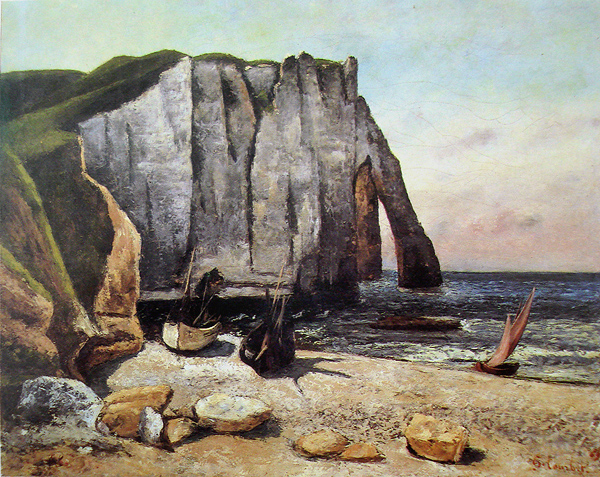
A falésia de Étretat, óleo de Gustave Courbet (1869). Adquirida por Castro Maya no leilão do Hôtel Drouot em 1892.

A coleção de arte amealhada por Castro Maya é altamente representativa do interesse desenvolvido pelos colecionadores brasileiros na segunda metade do século XIX pela arte francesa. É também uma das quatro grandes coleções de arte francesa do Rio de Janeiro que seriam posteriormente legadas a instituições públicas (juntamente com as coleções particulares do Conde de Figueiredo, do joalheiro Luiz de Rezende e dos Barões de São Joaquim, todas herdadas pelo Museu Nacional de Belas Artes). É particularmente interessante o fato de que todas as coleções supracitadas revelam, ainda que com graus variados de intensidade, indícios de interesse pelo Realismo de Courbet, pelas paisagens da Escola de Barbizon e pelo Pré-Impressionismo. Castro Maya e outros destacados colecionadores do Rio de Janeiro pareciam dispostos a superar o interesse pela afetada arte pompier que até então imperava nas coleções particulares nacionais, em parte devido ao debate estético mais avançado e ao ambiente artístico mais desenvolvido da então capital federal (em comparação às demais regiões do território brasileiro), mas, sobretudo, porque o Realismo, a Escola de Barbizon e os pré-impressionistas eram símbolos, quer na França, quer no Brasil, da "emergência do espírito da Revolução Industrial, assentado no individualismo frente à natureza e distanciado da invenção acadêmica da paisagem", conforme definição de Paulo Herkenhoff - espírito que poderia ser facilmente associado às famílias Ottoni e Castro Maya, estreitamente vinculadas ao processo de modernização dos transportes no Brasil.

### Castro Maya, o filho

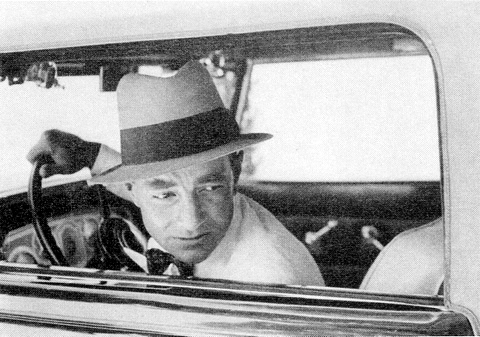
Raymundo Ottoni de Castro Maya na década de 1930.

Raymundo Ottoni de Castro Maya nasceu em Paris, em março de 1894, pouco antes de o pai assumir o cargo de Vice-Cônsul do Brasil na capital francesa. Veio com a família para o Brasil em 1899, passando a residir no bairro carioca de Santa Teresa. Frequentou o Colégio Santo Inácio entre 1905 e 1911 e, em 1915, graduou-se em direito pela Faculdade de Ciências Jurídicas e Sociais do Rio de Janeiro. Em 1917, começou a auxiliar o pai nas atividades empresariais, assumindo o cargo de diretor-tesoureiro da Companhia Geral de Melhoramentos no Maranhão. Ao lado do irmão, Paulo de Castro Maya, Raymundo passou a compor a direção da empresa. Além das atividades corporativas, Raymundo interessava-se, nesse período, pela pesca e esportes aquáticos. Dedicava-se, ademais, com pouca regularidade, ao colecionismo. Suas primeiras aquisições, feitas em colaboração com seu irmão, Paulo, tinham finalidade decorativa, sendo destinadas à residência do Açude em Santa Teresa e ao apartamento que ambos dividiam em Paris.
No campo das artes visuais ocidentais, a primeira aquisição de relevo de Raymundo foi o óleo A fazenda de Saint Siméon do pré-impressionista Eugène Boudin, comprado em um leilão em 1923. É possível que tal aquisição tenha sido influenciada pela doação, feita no ano anterior, de um conjunto de vinte pinturas de Boudin à Escola Nacional de Belas Artes, pelos barões de São Joaquim. Junto com Paulo, Raymundo também buscou reunir, na década de 1920, peças orientais, como pinturas, gravuras, esculturas e biombos, a maioria provenientes da Índia, da China e do Japão. O estímulo talvez tenha sido a visita feita à Exposição Colonial Francesa, sediada em Marselha em 1922, que teve na arte oriental um dos grandes destaques. De toda forma, quer no campo da arte ocidental ou da arte oriental, as primeiras aquisições dos irmãos Raymundo e Paulo ecoam referências estéticas herdadas do pai, como o apreço pela pintura francesa de paisagens e o desejo de registrar um generalizante "exotismo" que era atribuído, no Ocidente, à arte oriental.

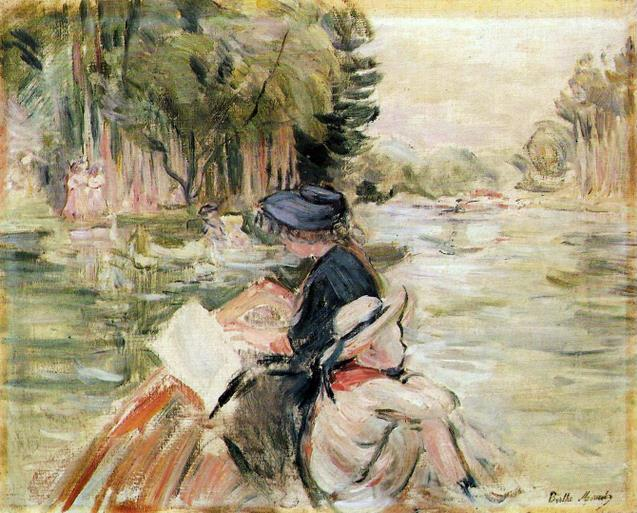
Mulher com criança num bote, óleo de Berthe Morisot (1892).

Com a morte do pai em 1935, Raymundo tornou-se o único herdeiro de uma tradição colecionista. Seu irmão mais velho, Christiano, falecera em 1923 e Paulo, por sua vez, morreu em um acidente aéreo sobre a Baía de Guanabara em 1928. Raymundo herdou 25% dos bens do pai, incluindo-se a maior parte de sua coleção, bem como as residências da Chácara do Céu e do Sítio do Açude. Passou a dedicar-se com progressivo afinco ao incremento do acervo, criando uma ponte entre o interesse paterno - centrado no Realismo e na Escola de Barbizon - e a arte de seu próprio tempo. Reuniu exemplares da produção dos artistas do Impressionismo, adquirindo obras de Claude Monet, Edgar Degas e Berthe Morisot, bem como obras de autores pré e pós-impressionistas. No campo da arte brasileira, buscou consolidar o núcleo da Coleção Brasiliana de seu pai, constituindo um sólido conjunto de obras relacionadas à Missão Artística Francesa e aos artistas viajantes, do século XVII ao século XIX. Entre 1939 e 1940, Raymundo adquiriu amplos lotes de desenhos e aquarelas de Jean-Baptiste Debret, comprados por intermédio da Casa Heymann de uma sobrinha-neta do artista. Em 1940, organizou a primeira mostra com os originais de Debret no Museu Nacional de Belas Artes, intitulada A Missão Artística Francesa. Neste mesmo ano, viajou a Lisboa, onde comprou um lote de azulejos para decorar a residência do Açude.

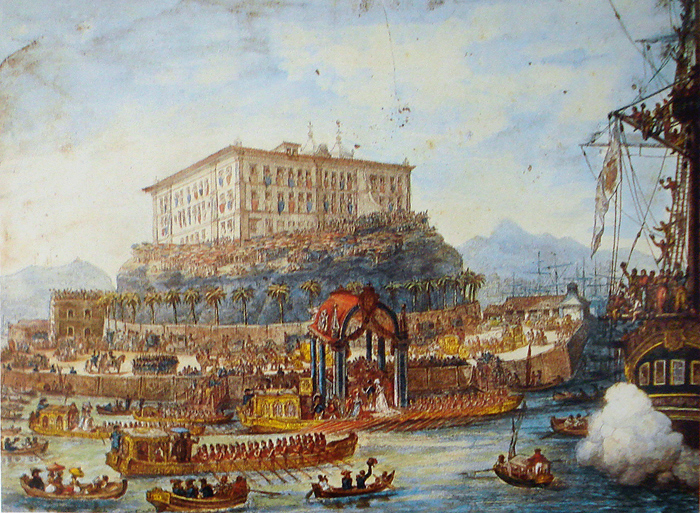
Desembarque da princesa Leopoldina, aquarela de Jean-Baptiste Debret (1817).

A década de 1940 seria especialmente prolífica para as atividades culturais de Raymundo. Emulando do pai o gosto pela bibliofilia, passou a comprar obras valiosas sobre o Brasil colonial e imperial, sobretudo aquelas relacionadas ao Rio de Janeiro. Em 1943, fundou a Sociedade dos Cem Bibliófilos do Brasil. A associação era responsável por editar anualmente um clássico da literatura brasileira, ilustrado por artistas de renome, como Cândido Portinari, Di Cavalcanti e Clóvis Graciano, ou talentos então emergentes, como Marcelo Grassmann, Maciej Antoni Babinski e Eduardo Sued. Ao todo, a sociedade editou 23 obras, associando literatura e artes plásticas. Em 1948, Castro Maya criou a Sociedade dos Amigos da Gravura. De forma semelhante à sociedade bibliófila, a associação tinha, como objetivo, a edição exclusiva de gravuras inéditas para os sócios, produzidas por autores como Oswaldo Goeldi, Fayga Ostrower e Lívio Abramo. Nesse mesmo ano, tornou-se primeiro diretor do recém-fundado Museu de Arte Moderna do Rio de Janeiro (MAM), cargo no qual permaneceria até 1952. Castro Maya foi um dos principais responsáveis pela criação do MAM, estando envolvido em sua concepção desde 1946, quando discutiu primeiramente com Nelson Rockefeller a iniciativa.

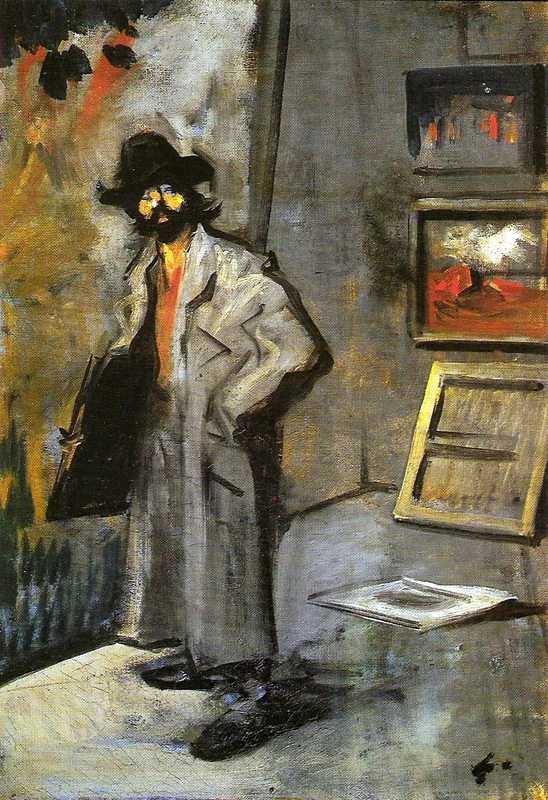
Pintor com pasta, óleo de Jean-Louis Forain (s.d.).

Entre 1947 e 1959, Raymundo dedicou-se a ampliar a coleção de arte europeia moderna. Durante esse período, o colecionador se interessou sobretudo por pinturas da chamada Escola de Paris, expressão utilizada para designar o grupo de artistas de várias nacionalidades que habitavam e produziam na capital francesa entre o fim do século XIX e o início do século XX. Adquiriu, em um primeiro momento, obras de Amedeo Modigliani e Moïse Kisling, e, posteriormente, peças de Henri Matisse, Georges Braque e Pablo Picasso. A coleção refletia, progressivamente, o aspecto internacionalista cultural reinante em Paris na primeira metade do século XX, estando dotada de registros pictóricos dos principais movimentos que derivaram deste contexto, como o fovismo, o cubismo, o surrealismo e, em menor medida, o tachismo. Paralelamente ao incremento do acervo relativo ao modernismo europeu, Raymundo passou a agregar amplos conjuntos de pintura brasileira moderna. Desde a década de 1930, o colecionador já comprava, com certa regularidade, obras de Cândido Portinari, chegando a desenvolver uma relação de amizade pessoal com o pintor, auxiliando-o também na realização de exposições e indicando-o para a execução de trabalhos, nomeadamente os painéis da Capela Mayrink. Mas a partir dos anos 1950, ampliou notavelmente a coleção, adquirindo peças de Alberto da Veiga Guignard, José Pancetti, Di Cavalcanti e Iberê Camargo. Também preocupou-se em dotar a coleção de registros do processo de evolução da pintura brasileira do academicismo para o modernismo, agregando obras de Eliseu Visconti, João Batista da Costa, Castagneto e Belmiro de Almeida.
A crescente dedicação de Raymundo ao modernismo refletiu-se ainda no projeto da nova residência da Chácara do Céu. Visando a substituir o antigo palacete em estilo neoclássico, demolido nos anos 1950, encomendou um projeto a Oscar Niemeyer. Decidiu-se, entretanto, por um outro projeto, também em linhas modernas, apresentado por Wladimir Alves de Souza. A intenção de Castro Maya, originalmente, era abrigar, na nova residência, somente obras modernas, do impressionismo aos seus contemporâneos, cogitando, por esse motivo, a venda de parte da coleção legada por seu pai. Não obstante, a impressão de que o mercado de arte brasileiro ainda era muito precário fez com que o colecionador desistisse da ideia.
A coleção moderna, iniciada no fim dos anos 1940 e progressivamente ampliada nos anos 1950, continuaria a ser consolidada até 1968, ano da morte do colecionador, com novas aquisições de obras de Albert Marquet, Jean Metzinger, Mário Cravo e Carybé, entre outros. Mas o colecionador, eclético, demonstraria novos interesses em suas aquisições tardias. Talvez por influência de uma valorização das expressões artísticas de cunho regional e popular registrada nos anos 1950, Raymundo adquiriu um conjunto significativo de esculturas de ceramistas nordestinos, sobretudo de Mestre Vitalino, bem como pinturas ditas "ingênuas" (ou naïf) de artistas como Rosina Becker do Valle, Heitor dos Prazeres e Djanira. A capacidade de harmonizar objetos de procedências, origens e naturezas diversas é uma característica do colecionador que se reflete de forma acentuada em seu legado. Segundo a definição de Paulo Herkenhoff, a coleção de Raymundo Ottoni de Castro Maya, pode ser compreendida como "o primeiro legado de uma reconstrução individual da uma história da arte brasileira, que integra exemplares da produção nativa [...] e artesanato popular, o Brasil holandês de Post, barroco e a Missão Artística Francesa, a produção da Academia e o modernismo, além das rupturas contemporâneas", sem descuidar-se, entretanto, do contraponto representado pela produção europeia e por exemplares da arte produzida por civilizações distantes, sabendo aliar, de acordo com Lúcio Costa "a um acentuado cosmopolitismo o seu entranhado amor à cidade e ao país".

## Os Museus Castro Maya

### A Fundação Raymundo Ottoni de Castro Maya

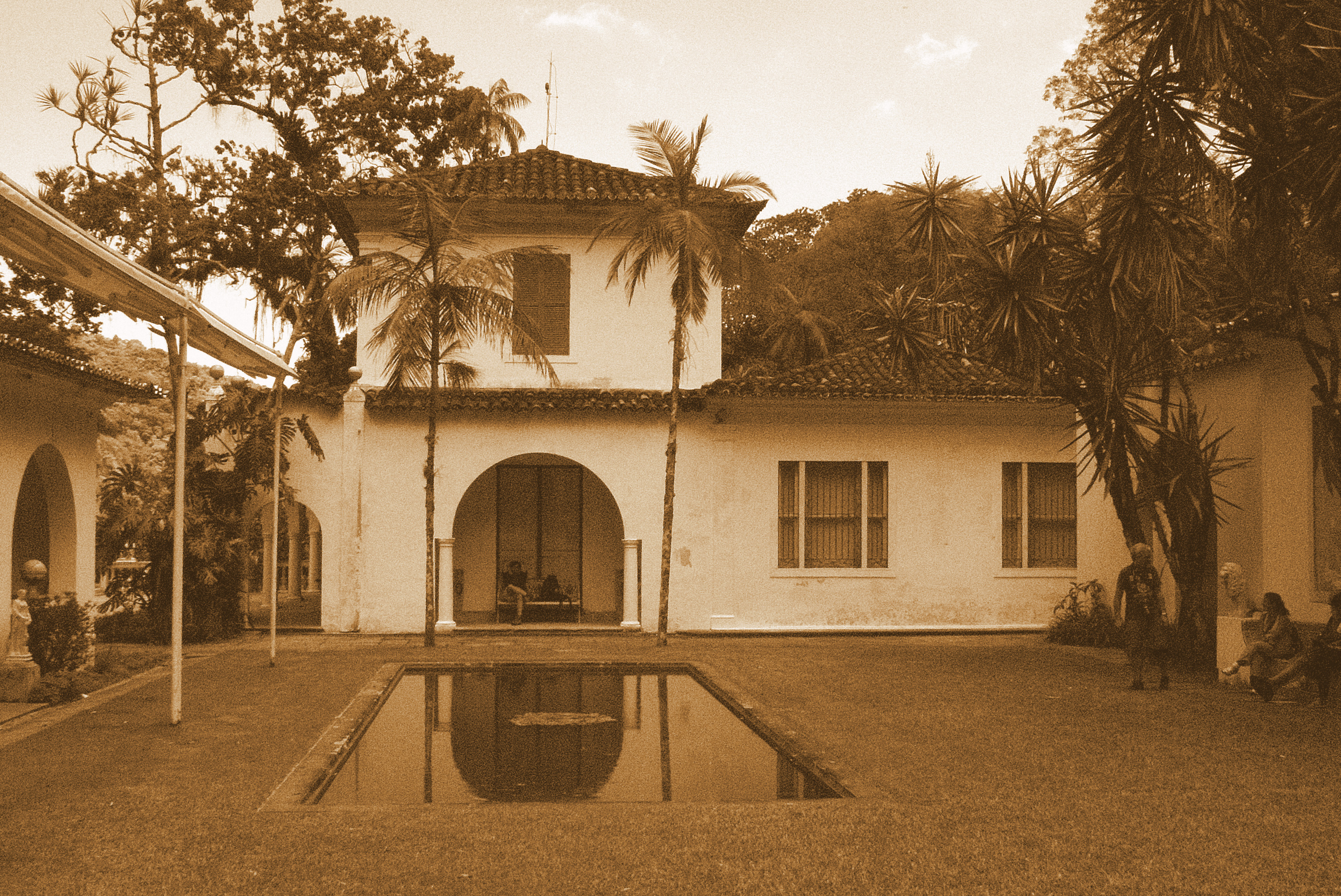
Vista parcial do Museu do Açude. Fotografia tirada em 2011, colorida em sépia.

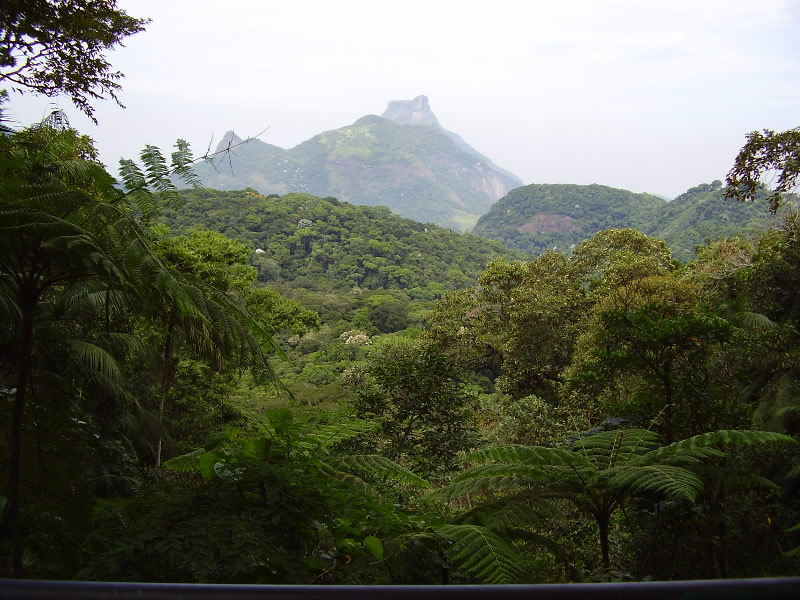
A Floresta da Tijuca, do Alto da Boa Vista.

O amplo acervo herdado e angariado por Raymundo Ottoni de Castro Maya foi franqueado ao público ainda em vida. Em 1962, o colecionador criou a "Fundação Raymundo Ottoni de Castro Maya", cuja personalidade jurídica seria firmada em 1963. Estabelecida como uma organização privada sem fins lucrativos, teve seu registro reconhecido junto ao Ministério da Educação em 1964. Conforme definição de seu próprio patrono, a fundação tinha, por objetivo, "promover e divulgar atividades de caráter artístico e cultural, quer pela criação de museus e exposições, quer pelo intermédio da instituição de concursos, bolsas de estudo ou prêmios, ou práticas de igual caráter", visando a despertar, nos visitantes, "o mesmo amor às coisas e à história de nossa cidade, que desde muito me tem conduzido a apreciar as contribuições legadas pelos artistas que aqui viveram". A fundação tinha sede na Rua do Ouvidor, no centro do Rio de Janeiro, mas desenvolvia suas atividades culturais na antiga residência da família Castro Maya no Alto da Boa Vista, já denominada Museu do Açude. O museu, criado junto com a fundação mantenedora em 1963, foi aberto para visitas públicas em 1964. A residência encontra-se situada junto à Floresta da Tijuca, com a qual compartilha outro parentesco, além do geográfico - por nomeação do então Prefeito do Distrito Federal, Henrique Dodsworth, Raymundo Ottoni de Castro Maya fora o responsável por delimitar e remodelar a Floresta da Tijuca, o que ocorreu entre 1943 e 1947.
Raymundo envolveu-se enormemente no esforço de consolidação da fundação e de difusão do conhecimento de seu acervo e de suas atividades, tarefa facilitada por seu status na sociedade de então. O colecionador participava ativamente da vida social e cultural do Rio de Janeiro, organizando banquetes, festas e eventos que serviam como oportunidades para difundir o conhecimento sobre a nova empreitada. Em 1965, por exemplo, a decoração de carnaval da Avenida Presidente Vargas, em comemoração ao quarto centenário da cidade do Rio de Janeiro, foi inspirada nas aquarelas de Jean-Baptiste Debret conservadas pela fundação. Também em 1965, apenas dois anos após sua instituição legal, a Fundação Castro Maya publicava o primeiro catálogo de sua coleção. Tal agilidade deve-se à vasta documentação ligada ao processo aquisitivo do acervo que o colecionador, ciente da importância em se preservar o histórico das peças, tratou de conservar.
Nos anos seguintes, a instituição tratou de ampliar suas atividades, estabelecendo cooperação com entidades congêneres e recebendo visitas de personalidades de destaque. Em 1966, atendendo a uma solicitação feita por Carybé, a Fundação Castro Maya doou gravuras de Debret para auxiliar na organização do acervo inicial do Museu do Forte de Ajudá, no Benim. No mesmo ano, o Museu do Açude recebeu a visita da princesa Fatemeh Pahlavi, irmã do xá do Irã, Mohammad Reza Pahlavi. Em 1967, o museu foi visitado pelo presidente da Fundação Calouste Gulbenkian, José de Azeredo Perdigão. Posteriormente, cedeu espaço para a realização do almoço oferecido pelo Ministério das Relações Exteriores aos herdeiros do trono japonês, Akihito e Michito. Em 1968, o Museu do Açude recebeu, do embaixador norte-americano no Brasil, Adolf Augustus Berle, doação de um conjunto de cerâmicas do Porto.
Em 29 de julho de 1968, Raymundo Ottoni de Castro Maya faleceu, doando, em testamento, à sua fundação, todo o seu acervo artístico, bem como sua residência modernista em Santa Teresa, a "Chácara do Céu", objetivando a criação de um novo museu. Projetada por Wladimir Alves de Souza nos anos 1950, cercada por jardins de autoria de Burle Marx, a residência foi transformada em sede do Museu da Chácara do Céu, inaugurado em 1972. Ao novo museu, foram destinados exemplares de pinturas, desenhos e gravuras de artistas brasileiros e estrangeiros, da segunda metade do século XIX a meados do século XX, atestando a evolução histórico-artística da arte brasileira, a partir do academicismo, e da arte europeia, a partir do realismo.
Em 1974, em reconhecimento ao valor arquitetônico, histórico e artístico dos bens pertencentes à Fundação Castro Maya, o Instituto do Patrimônio Histórico e Artístico Nacional (IPHAN) tombou o edifício do Museu do Açude, todo o seu acervo histórico-artístico, bem como a ampla área verde que o cerca. Na mesma época, foram, também, tombados pelo IPHAN, o Museu da Chácara do Céu e os seus jardins. A Fundação Castro Maya permanecia como proprietária dos edifícios e do acervo, e mantinha-se sob jurisdição privada, mas precisaria de autorização do IPHAN para conduzir reformas ou modificações em seus espaços físicos. O acervo, por sua vez, tornou-se inalienável, sendo vedada a movimentação de peças para outros países sem autorização expressa do governo federal.
Nesse mesmo período, teve início uma séria crise financeira na Fundação Castro Maya. As dificuldades surgiram quando o conselho gestor da fundação decidiu vender a sua sede social na Rua do Ouvidor, visando a aplicar o dinheiro da venda em operações a termo registradas na Bolsa de Valores. A Corretora Godói, intermediária da transação, decretou falência alguns meses depois. O dinheiro investido pela instituição chegou a ser recuperado um ano mais tarde, mas sem os juros correspondentes. Dessa forma, a Fundação Castro Maya viu-se obrigada a financiar suas atividades com o seu próprio patrimônio - e não com os juros de aplicações financeiras, como seria de praxe para as entidades do gênero. A estrutura jurídico-administrativa da fundação e a dedicação dos funcionários, técnicos e equipe de apoio garantiram sua sobrevivência por algum tempo, mas a situação financeira foi se agravando progressivamente, até que os recursos foram exauridos por completo, não deixando, à fundação, outra saída que não a falência.

### Incorporação pelo Estado e reestruturação
Visando assegurar a integridade da coleção, os conselhos gestor e curador da Fundação Castro Maya resolveram, em comum acordo, pleitear o encampamento da instituição pelo Governo Federal. Em julho de 1982, a Curadoria de Fundações, órgão da Procuradoria Geral de Justiça do Estado do Rio de Janeiro, homologou o pleito da Fundação Castro Maya, decretando, por unanimidade, a insolvência da fundação e a incorporação dos seus bens à Fundação Pró-Memória do Instituto do Patrimônio Histórico e Artístico Nacional. Afastado o risco de dispersão do acervo, o governo federal iniciou os trabalhos de reestruturação dos museus, oficialmente incorporados ao patrimônio da União em 1983.